# Seinäjoki
Seinäjoki (en suec Seinäjoki) és un municipi de Finlàndia que forma part de la regió de Ostrobòtnia del Sud.

## Ciutats agermanades
Seinäjoki manté una relació d'agermanament amb les següents ciutats:
- Schweinfurt (Alemanya), des del 1974
- Koszalin (Polònia), des del 1987
- Sopron (Hongria), des del 1986
- Nóvgorod (Rússia), des del 2016
- Thunder Bay (Canadà), des del 1974
- xian de Rudong (Xina)
- Tsingtao (Xina)
- districte de Jiangjin, Chongqing (Xina), des del 2017

## Galeria

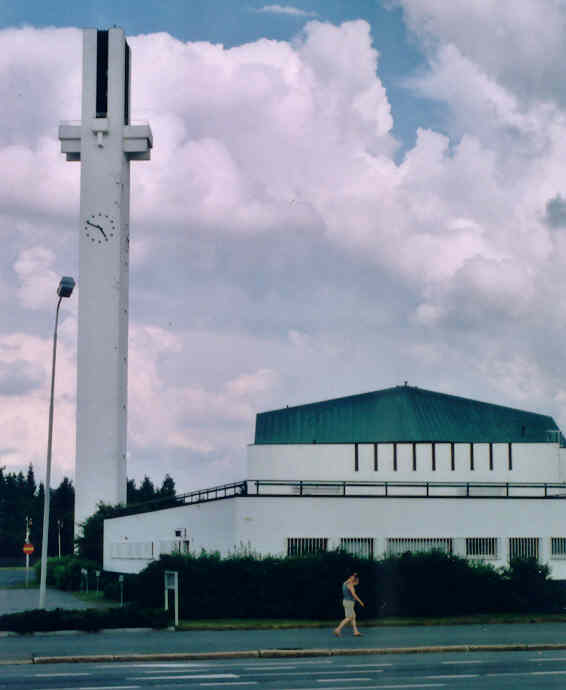
Església, de l'arquitecte Alvar Aalto